# Eclissi lunare del 16 luglio 2019

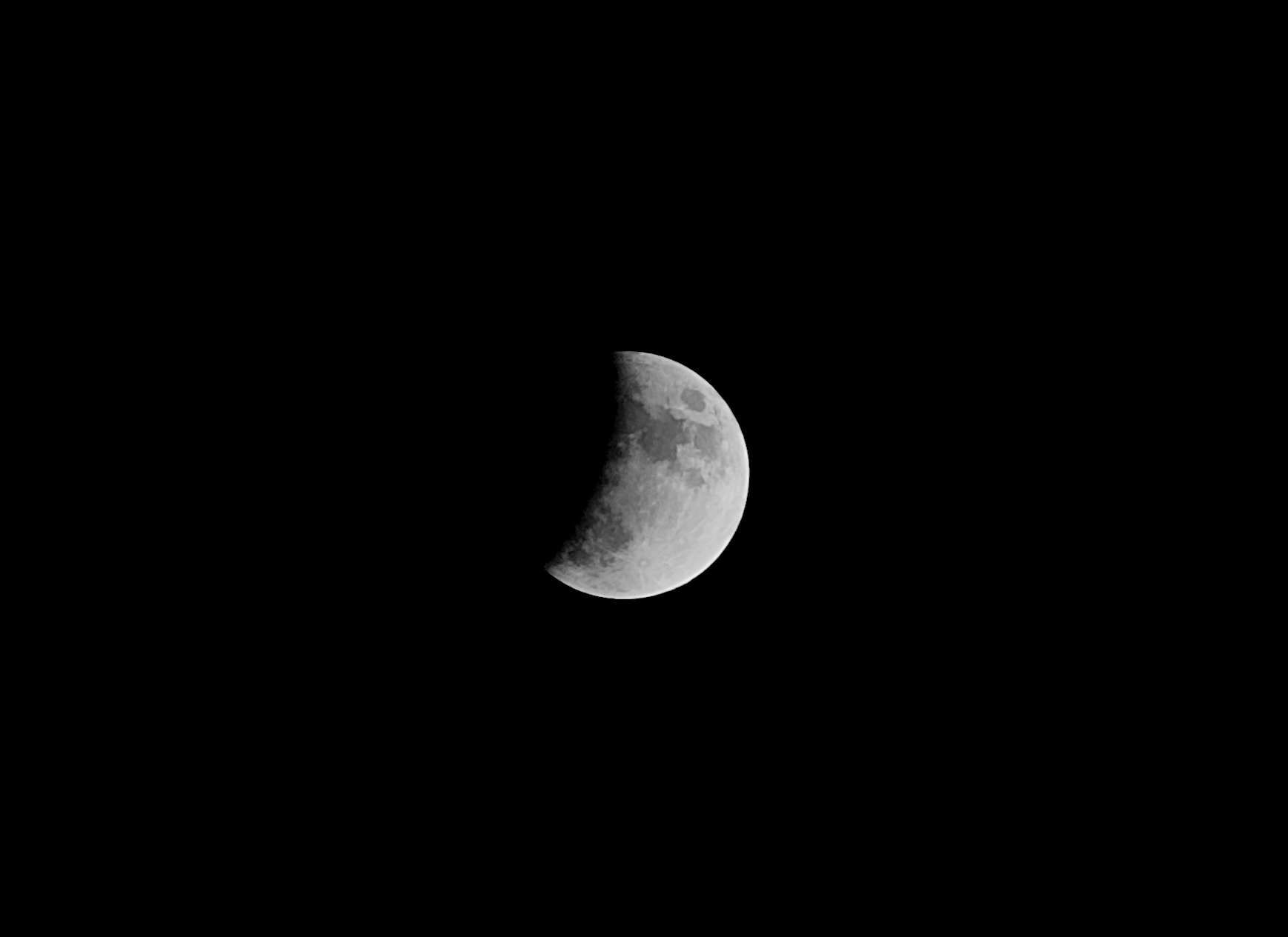

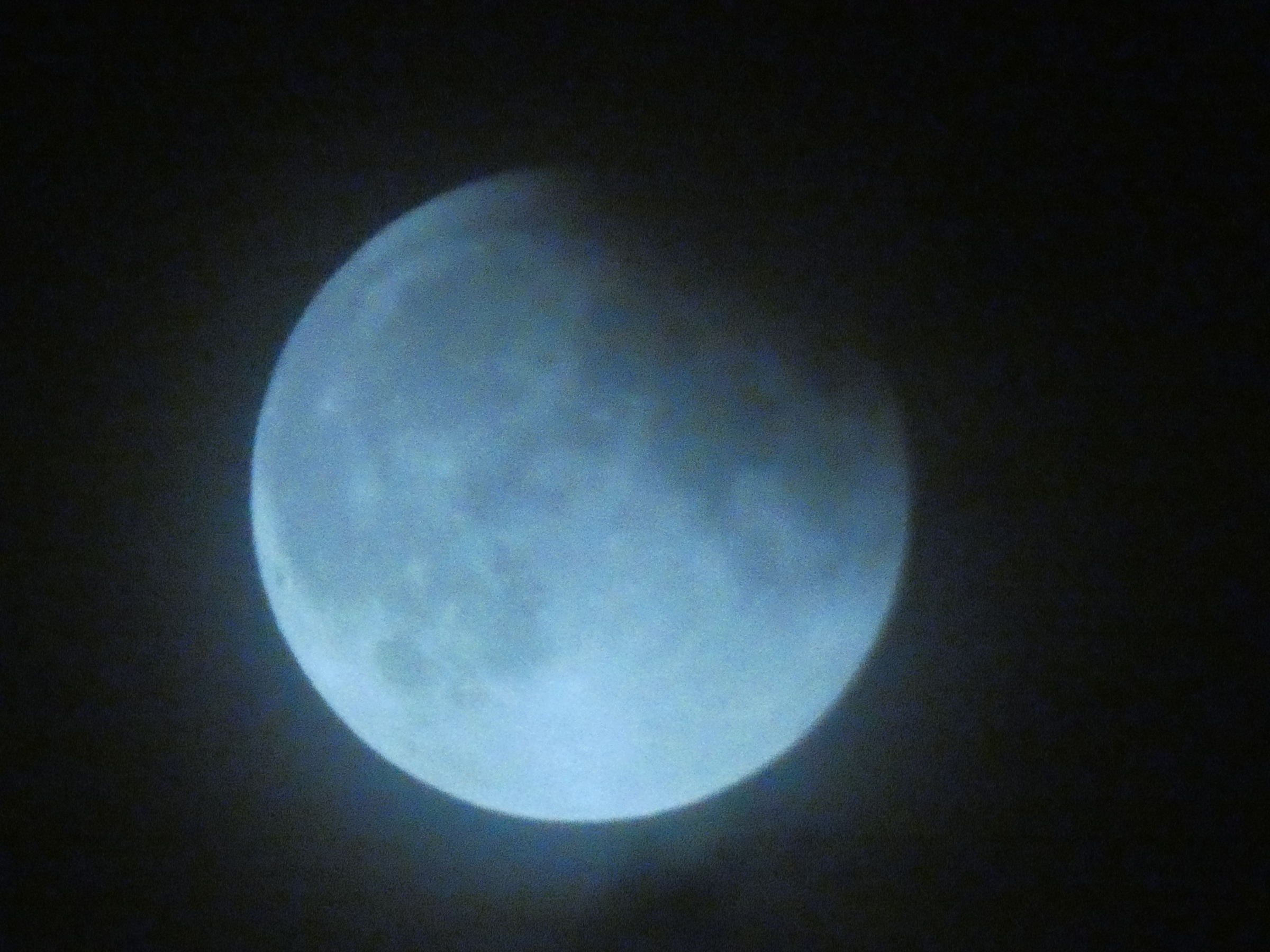

L'eclissi del 16 luglio 2019 è stata un'eclissi lunare in cui la Luna è passata attraverso il centro dell'ombra terrestre, causando un'eclissi parziale.

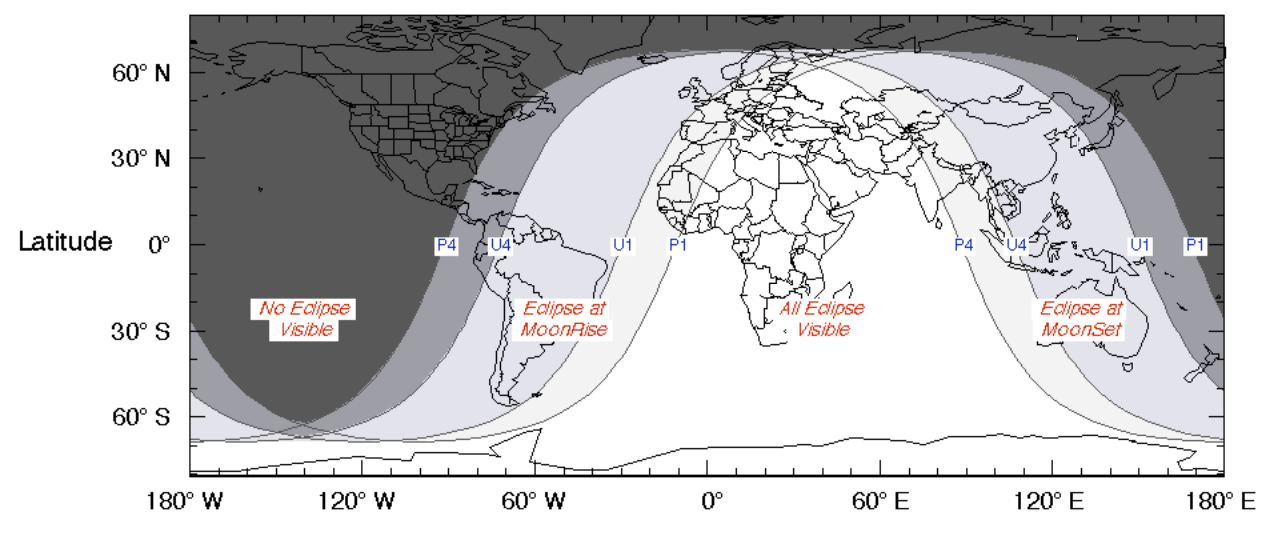
Visibilità nel mondo

È stata visibile in gran parte dell'Asia, Australia, Africa, Europa e Sud America.